# Iliá Varlamov
Iliá Aleksándrovich Varlamov (en ruso: Илья Александрович Варламов; Moscú, 7 de enero de 1984) es un bloguero, periodista, fotógrafo, urbanista y YouTuber ruso conocido por sus comentarios críticos sobre la política y la planificación urbana rusas. Ganó prominencia a través de su blog y más tarde con su programa de noticias en YouTube, "¿Qué está pasando?" (Чё происходит?). Varlamov ha documentado ampliamente las protestas políticas y las marchas de la oposición, lo que ha llevado a la persecución política y a cargos penales en su contra en Rusia. También ha ganado seguidores por sus blogs de viajes, que cubren diversos lugares del mundo.  En 2018, fundó la fundación "¡Atención!" ("Внимание!"), dedicada a preservar el patrimonio histórico en Rusia.

## Primeros años y carrera

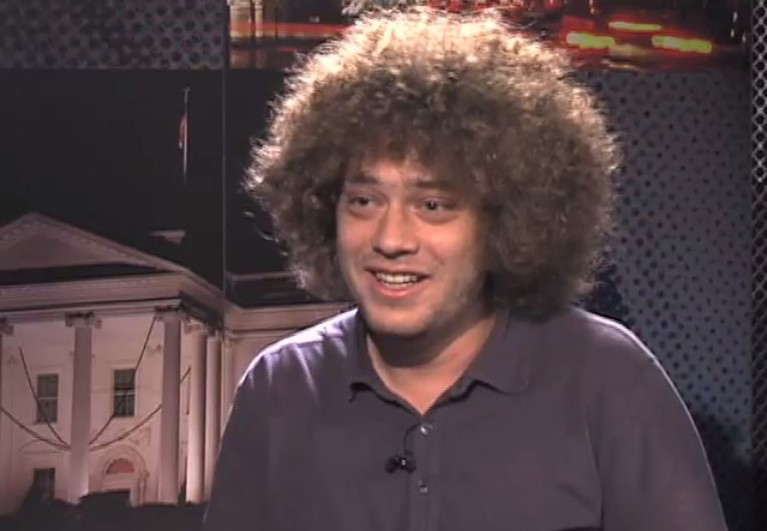
Ilya Varlamov, 2012

Varlamov nació y creció en Moscú. Se graduó en el Instituto de Arquitectura de Moscú con un título en arquitectura. Durante sus estudios, fundó una empresa que evolucionó hasta convertirse en el grupo iCube, una agencia de diseño y desarrollo. Junto con Makxim Katz, cofundó la City Projects Foundation, centrada en la promoción de mejoras urbanas en Rusia.

## Blogueo y periodismo
Varlamov comenzó su blog en LiveJournal bajo el nombre de usuario "zyalt" en 2006, centrándose inicialmente en la fotografía. Su blog se convirtió en una plataforma destacada para el periodismo independiente y el comentario político. En 2015, estableció Varlamov.ru como un medio de comunicación independiente.  Trasladó su blog a la plataforma Teletype en 2021. Su trabajo abarca diversos temas, incluyendo la planificación urbana, la política rusa y los acontecimientos mundiales.  También ha mantenido una presencia activa en otras plataformas de redes sociales como Twitter y YouTube.

### "¿Qué está pasando?"
El canal de YouTube de Varlamov presenta un programa de noticias semanal titulado "¿Qué está pasando?"  que revisa los principales acontecimientos de actualidad. El programa debutó en su canal de YouTube en 2017 y alcanzó una considerable popularidad, obteniendo millones de suscriptores. El programa ha ofrecido comentarios y análisis de los acontecimientos tanto en Rusia como a nivel mundial. Una versión de "¿Qué está pasando?" se emitió brevemente en la emisora de radio Komsomólskaya Pravda de enero a febrero de 2022.

## Disidencia política y persecución

### Cobertura de protestas

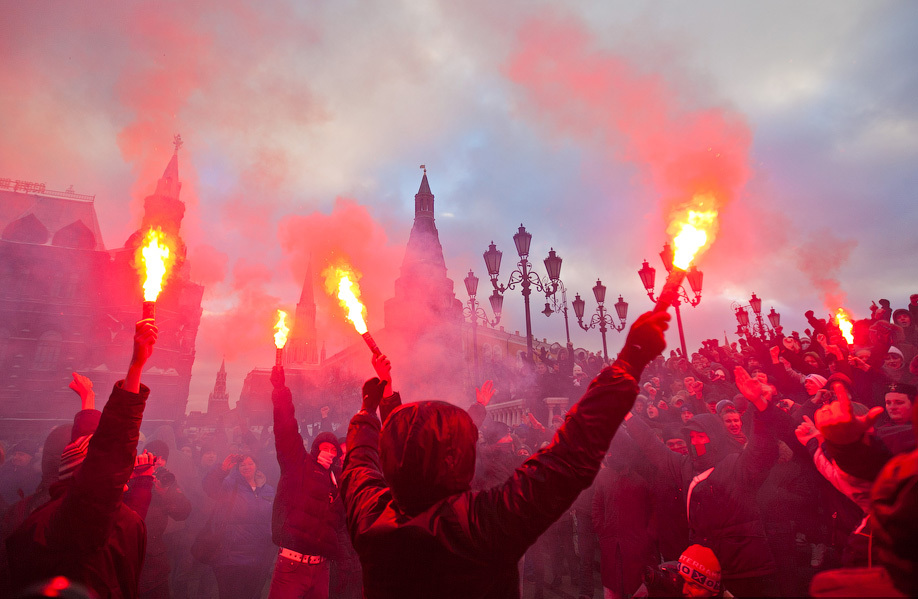
Fotografía de Ilya Varlamov tomada durante las protestas de la Plaza Manezhnaya en Moscú

Varlamov ha documentado y participado activamente en las protestas de la oposición en Rusia. Ha cubierto numerosas "Marchas de los Disidentes", protestas de la "Estrategia-31" y manifestaciones contra el fraude electoral.  Su cobertura de los disturbios de la Plaza Manezhnaya de 2010 y de las protestas de 2011-2013 fue ampliamente citada. Fue uno de los primeros en utilizar la fotografía con drones en sus reportajes, capturando imágenes impactantes de manifestaciones a gran escala.

### Persecución política
Las críticas abiertas de Varlamov al gobierno ruso han tenido repercusiones oficiales. En 2023, fue designado "agente extranjero" por el Ministerio de Justicia ruso por "difundir información falsa" y recibir financiación extranjera. En 2024, se inició una causa penal en su contra por presuntas violaciones de las regulaciones de "agentes extranjeros", específicamente por no etiquetar adecuadamente sus publicaciones en las redes sociales.

### Euromaidán y Crimea

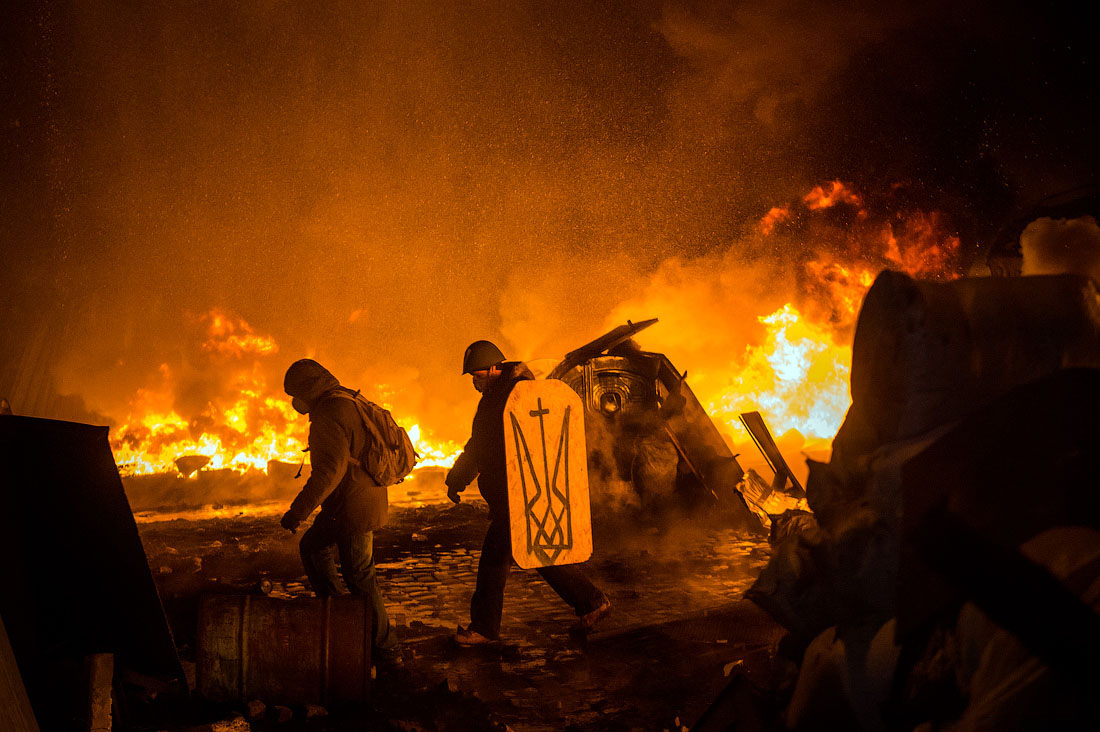
Fotografía de Varlamov el 23 de enero de 2014, durante los enfrentamientos en Euromaidán

Varlamov cubrió ampliamente las protestas de Euromaidán de 2013-2014 en Kiev, proporcionando relatos de primera mano, fotografías y transmisiones en vivo desde el lugar.  Su documentación de los acontecimientos atrajo una atención significativa tanto de los medios de comunicación rusos como ucranianos. Tras la anexión de Crimea por parte de Rusia, publicó un post titulado "¿Quién se está apoderando de Crimea?", que incluía fotografías de personal armado sin identificar en el aeropuerto de Simferópol. Esto llevó a acusaciones por parte de grupos progubernamentales en Rusia de que estaba apoyando el movimiento Euromaidán.

### Invasión rusa de Ucrania de 2022
Varlamov ha sido un crítico vocal de la invasión rusa de Ucrania de 2022.  Lanzó el proyecto "Juntos" (Вместе) para apoyar a los rusos que abandonaron el país tras la invasión. Su postura crítica ha contribuido aún más a su conflicto con las autoridades rusas.

## Urbanismo y viajes
Como arquitecto y urbanista, Varlamov ha viajado extensamente, documentando y criticando entornos urbanos de todo el mundo. Su blog presenta series como "Bueno-Malo" (Плохой-хороший), comparando aspectos positivos y negativos de las ciudades, y "Frontera" (Граница), comparando ciudades fronterizas en Rusia con sus contrapartes en países vecinos.  También ha producido una serie en YouTube, "BDSM" ("Gran Carretera con el Alcalde"), que presenta debates con alcaldes de ciudades sobre cuestiones urbanas. Su trabajo a menudo genera debate y ocasionalmente ha suscitado críticas de los funcionarios locales.